# しし座CW星
しし座CW星（ししざCWせい、CW Leonis、CW Leo）あるいはIRC +10216は、しし座にある脈動変光星。変光星としてはミラ型変光星に分類される。ウィルソン山天文台の157cmカルテック赤外線望遠鏡を使った近赤外線波長での観測結果から、エリック・ベックリンらのグループによって1969年に初めて報告された。エネルギーの大部分を赤外線として放出しており、5μmの波長では太陽系外の既知の天体で最も明るく見える。

## 特徴

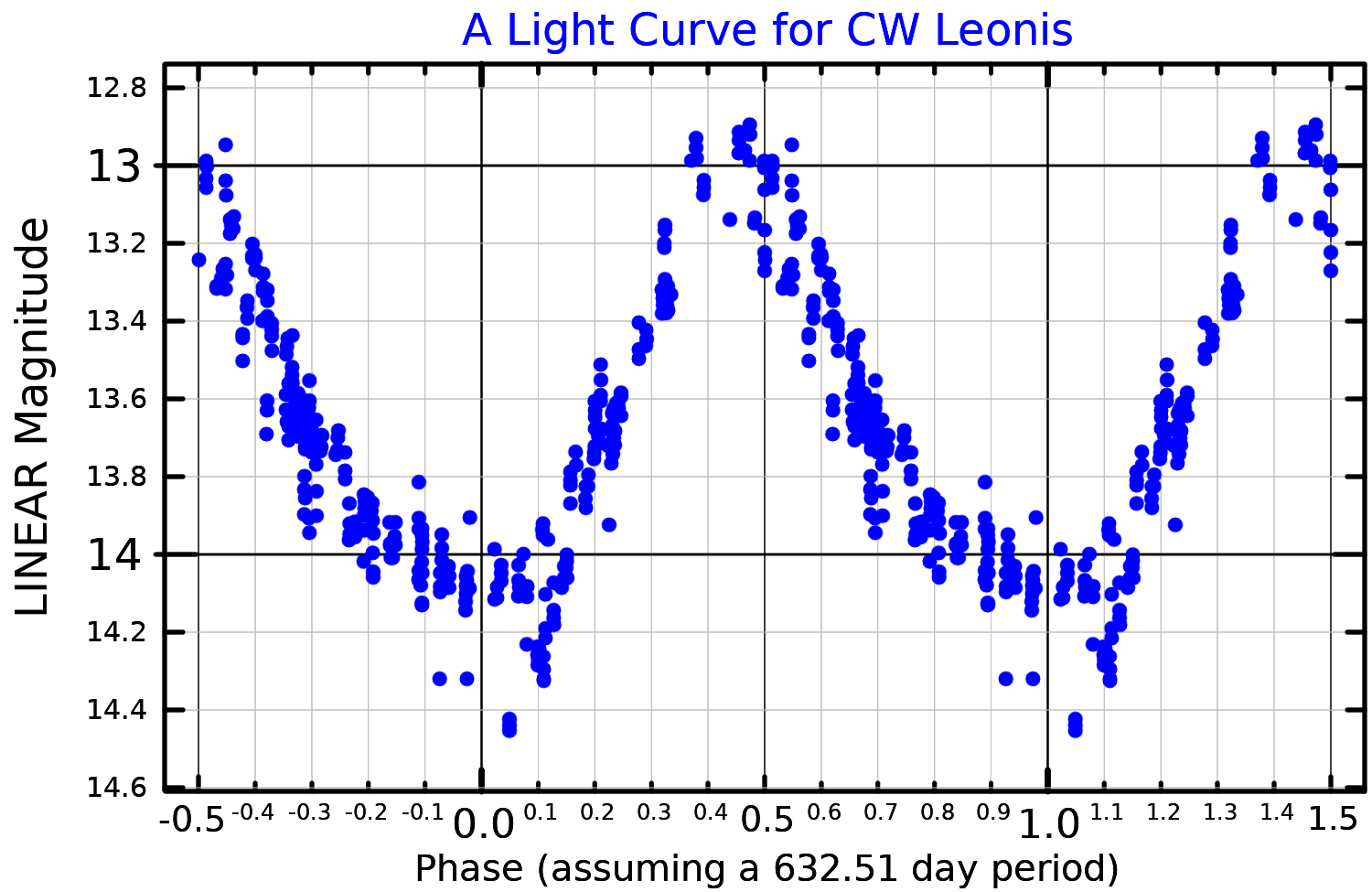
しし座CW星の光度曲線

ししざCW星は、中小質量星の恒星進化の末期である漸近巨星分枝の段階にあり、ヘリウム核融合によって生成された炭素を恒星大気に多く含んだ炭素星に分類される。自らの恒星風で恒星大気を吹き飛ばし続けており、将来は白色矮星になると考えられている。マグネシウムの同位体比から初期質量は3-5太陽質量 (M☉) と見られている。進化が進むにつれて外層を失っていき、白色矮星となった際の質量は0.7-0.9 M☉まで減るものと予想されている。約649日の脈動周期で光度が変化し、極小時は6250 太陽光度 (L☉) 、極大は 15,800 L☉に達する。
年に(1-4) × 10-5 M☉の質量を失っており、失われた外層は炭素に富むガス状のエンベロープとなって星を取り巻いている。このエンベロープは少なくとも69,000年前からのもので、少なくとも1.4 M☉の質量があると見られている。1999年からのスペックル観測によって、このエンベロープには部分的な円弧や未完成のシェルを含む複雑な構造があることがわかった。これらの塊状の構造は、太陽の活動周期のような周期的な磁場の変動と、その結果としての周期的な質量放出の増加によって生じた可能性がある。
2001年にこの星の周囲に巨大な水蒸気の雲があることが発見され、ハーシェル宇宙望遠鏡による観測でこの星の周りの水の温度が-200°Cから800°Cと幅広いことが明らかになった。しし座CW星からのアウトフローには、窒素、酸素、水、ケイ素、鉄など様々な元素と約50種の分子が検出されている。

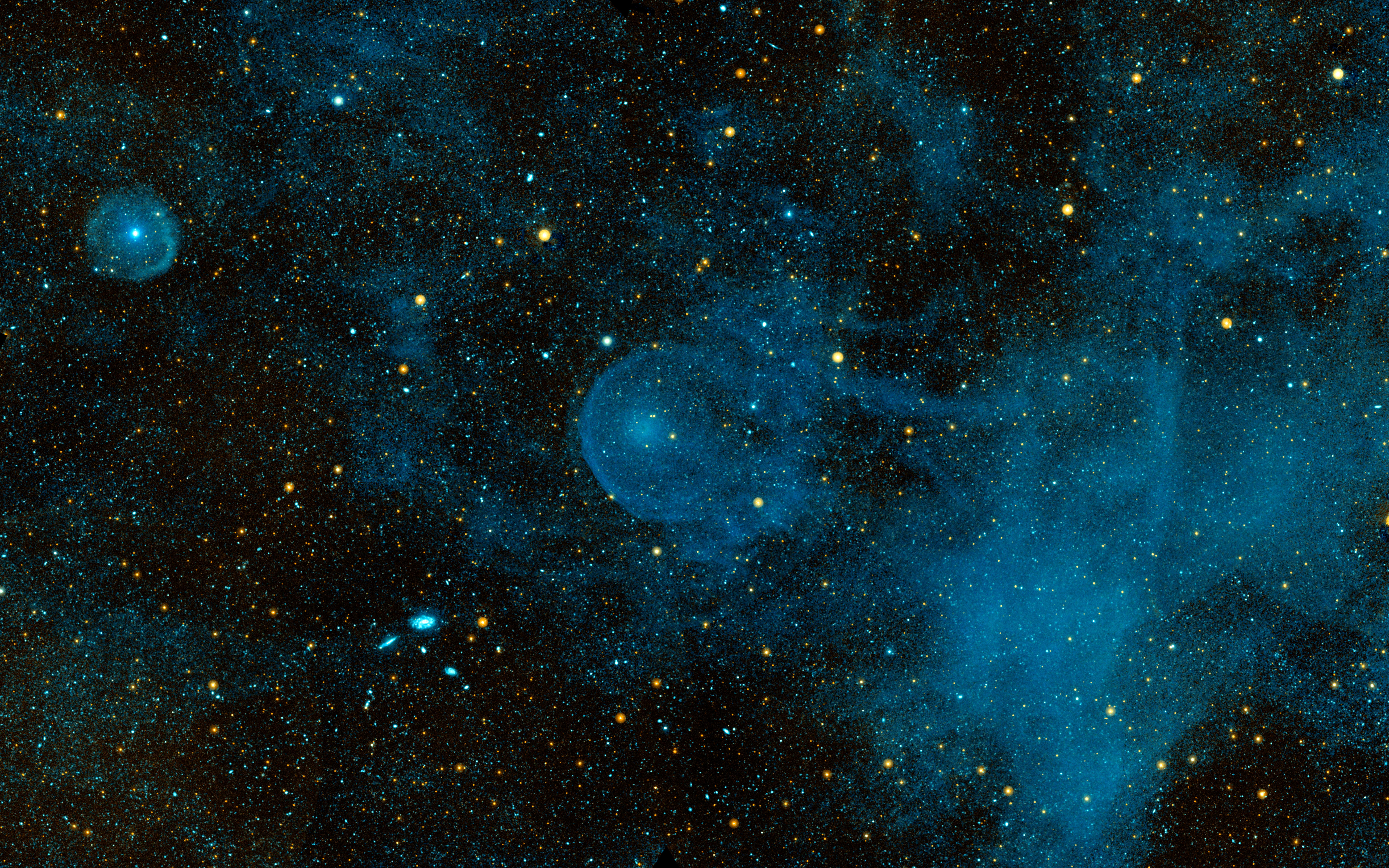
GALEXが撮像したしし座CW星。

GALEXによる紫外線観測から、この恒星の周囲には大きく広がったバウショックが見つかり、約91km/sの速さで星間物質中を移動する際に、恒星風と星間物質が相互作用を起こしていると考えられる。